# 石橋忍月
石橋忍月（石橋忍月，1865年10月20日—1926年2月1日）是一位日本小說家文藝評論家，出生於筑後國上妻郡湯邊田村（現福岡縣八女市黒木町），畢業於東京帝國大學法科大學法律學科。

## 作品
- (1890年)
- (1890年)"